# World Rugby Nations Cup 2015
La World Rugby Nations Cup 2015 fu la 10ª edizione della Nations Cup, competizione internazionale organizzata da World Rugby al fine di favorire la crescita delle federazioni di secondo livello tramite l'incontro con le nazionali "A" di quelle di primo livello.
Si svolse tra il 12 e il 21 giugno 2015 a Bucarest fra quattro squadre: la rappresentativa A dell'Argentina (nota come Argentina Jaguares) e le nazionali maggiori di Romania (Paese organizzatore), Namibia e Spagna, e fu la prima con la nuova denominazione di World Rugby Nations Cup dopo il cambio di denominazione dell'International Rugby Board in World Rugby.
Fu la nona di dieci edizioni consecutive a tenersi in Romania, e la vincitrice fu proprio la formazione di casa che si impose per la terza volta in quattro edizioni dal 2012.

## Formula
Le quattro squadre si incontrarono in un girone unico all'italiana in cui ciascuna incontrò le altre tre.
La classifica finale fu stilata secondo le regole di punteggio dell'emisfero sud, quindi 4 punti per la vittoria, 2 per il pareggio, 0 per la sconfitta più gli eventuali bonus per quattro mete realizzate e/o la sconfitta con sette o meno punti di scarto.

## Squadre partecipanti
- Argentina A (Argentina Jaguares)
- Namibia
- Romania
- Spagna

## Risultati

### 1ª giornata
| Arbitro: | Alexandre Ruiz |

|           |      |                                                     |
| Kotzé 24’ | mt   | 8’ Panceyra Garrido 39’ Bosch 51’ Cappiello 72’ Paz |
| Kotzé 24’ | tr   | 8’, 39’ Novillo                                     |
| Kotzé 33’ | c.p. | 29’, 54’ Novillo                                    |

| Arbitro: | Luke Pearce |

|                                              |      |                                 |
| Lucaci 35’, 68’                              | mt   |                                 |
| Vlaicu 35’ Dumbravă 68’                      | tr   |                                 |
| Vlaicu 8’, 14’, 29’, 47’, 49’, 53’ Fercu 78’ | c.p. | 16’ Linklater 44’, 59’ Aubanell |

### 2ª giornata
| Arbitro: | Alexandre Ruiz |

|                         |      |                            |
| Carrió 41’ Cuaranta 47’ | mt   |                            |
| Nacassian 46’           | tr   |                            |
| Nacassian 7’            | c.p. | 56’ Aubanell 68’ Linklater |

| Arbitro: | Federico Anselmi |

|                                                                              |      |            |
| Macovei 10’, 51’ Surugiu 23’ Ioniță 34’ Botezatu 41’ Morrison 70’ Vlaicu 73’ | mt   |            |
| Dumbravă 34’, 51’ Vlaicu 70’, 73’                                            | tr   |            |
|                                                                              | c.p. | 3’ Kaizemi |

### 3ª giornata
| Arbitro: | Federico Anselmi |

|                                   |      |           |
| Contardi 12’ Bonán 27’ García 31’ | mt   |           |
| Aubanell 27’                      | tr   |           |
| Aubanell 79’                      | c.p. | 16’ Kotzé |

| Arbitro: | Luke Pearce |

|                       |      |  |
| Lazăr 24’ Surugiu 59’ | mt   |  |
| Vlaicu 24’, 59’       | tr   |  |
| Vlaicu 46’, 49’, 52’  | c.p. |  |

## Classifica
|  | Squadre     | G | V | N | P | PF  | PS | P±  | B | PT |
|  | ----------- | - | - | - | - | --- | -- | --- | - | -- |
|  | Romania     | 3 | 3 | 0 | 0 | 101 | 12 | +89 | 1 | 13 |
|  | Argentina A | 3 | 2 | 0 | 1 | 45  | 39 | +6  | 1 | 9  |
|  | Spagna      | 3 | 1 | 0 | 2 | 35  | 53 | -8  | 0 | 4  |
|  | Namibia     | 3 | 0 | 0 | 3 | 16  | 93 | -77 | 0 | 0  |